# Chemin de ronde de la Citadelle de Bastia

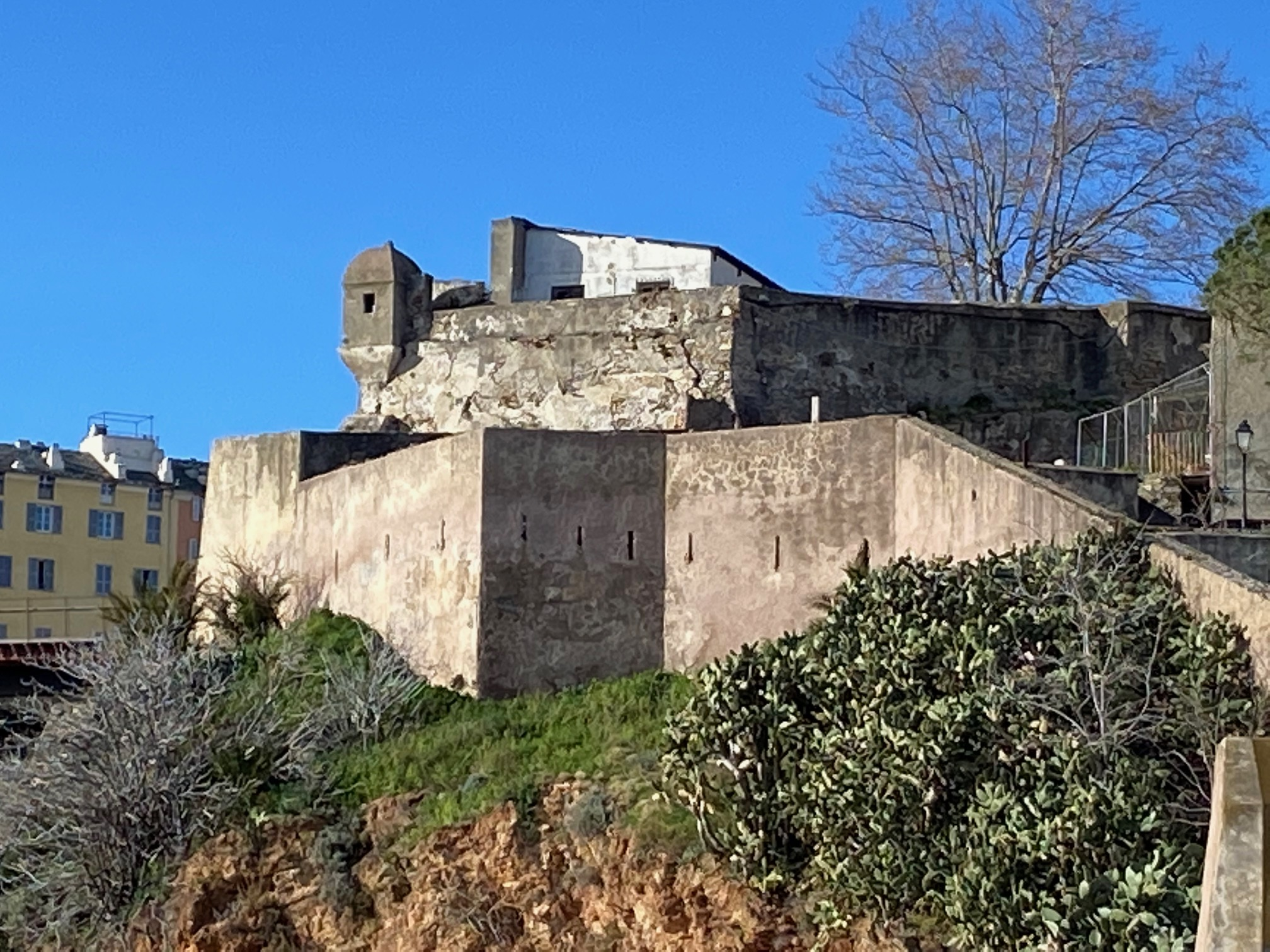
Les remparts sud de la Citadelle de Bastia.

Le chemin de ronde de la Citadelle de Bastia est un chemin de ronde, une voie aménagée le long des remparts et des bastions destinée à l'origine à la surveillance.
Son histoire et sa construction sont liés à celle de la Citadelle de Bastia. Les remparts sont inscrits aux monuments historiques depuis 1935.
Le chemin de ronde est aujourd'hui en partie praticable, certaines parties étant fermées pour des raisons de sécurité ou parce que privatisées.

## Situation

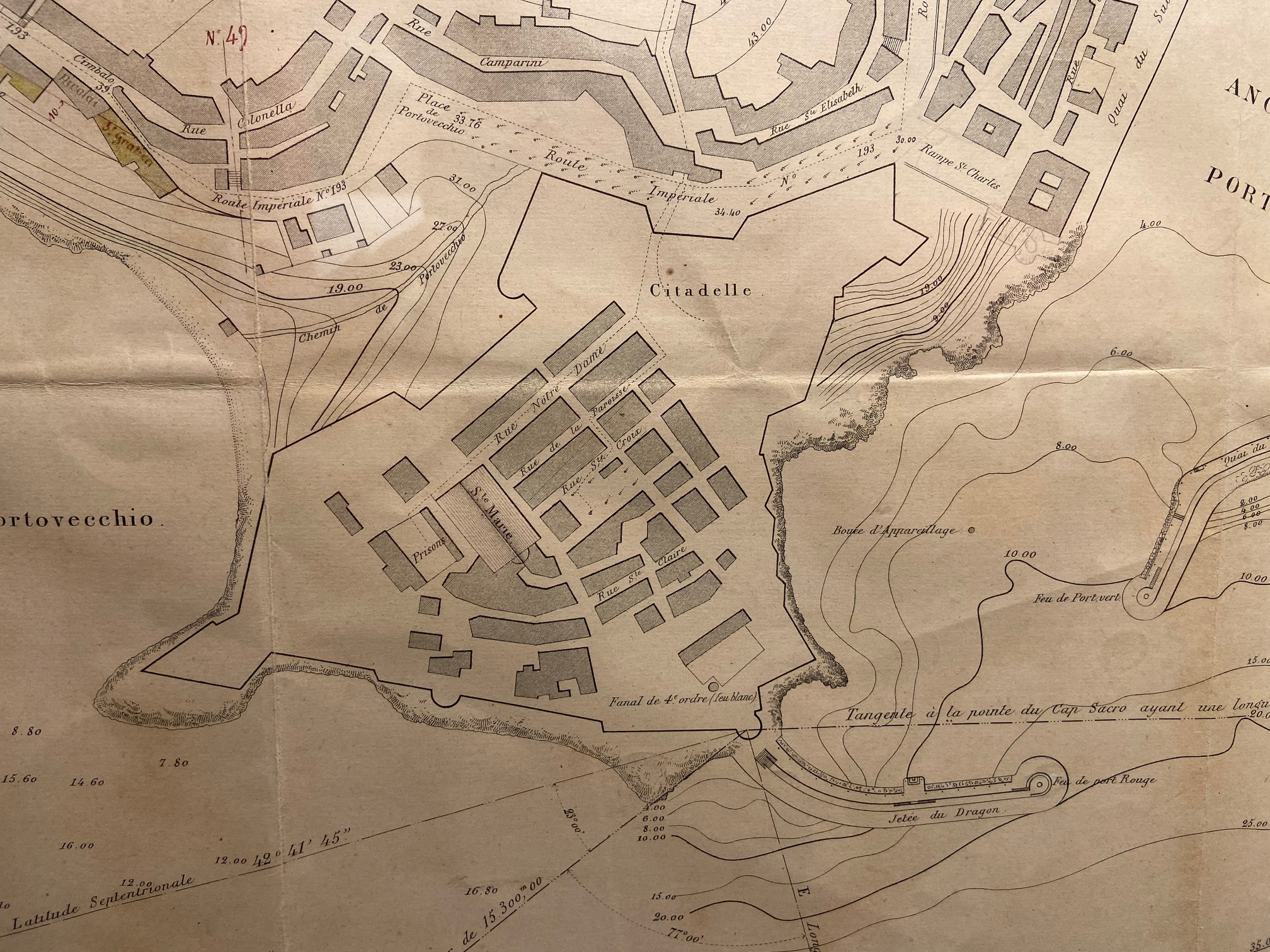
Plan de la Citadelle de Bastia, 1866

Le chemin de ronde permettait de parcourir dans sa totalité les remparts et les bastions de la Citadelle de Bastia.

## Histoire
L'histoire du chemin de ronde est liée à celle de la construction de la Citadelle de Bastia, débutée à la fin du XIVe siècle lorsque le gouverneur génois Leonello Lomellini décide l'implantation d'une fortification sur le promontoire rocheux surplombant les anses de Ficaghjola et de Portu Cardu (l'actuel Vieux-Port de Bastia).
Les premiers remparts sont érigés en 1475 sous l'impulsion d'Antonio Tagliacarne. Puis ils ont entièrement reconstruit les remparts entre 1575 et 1626.

## Les différents tronçons du chemin de ronde
Actuellement le chemin de ronde n'est pas praticable dans sa totalité.

### Le bastion Sainte-Marie
Le bastion Sainte-Marie, situé en face de la cathédrale Sainte-Marie, est actuellement fermé au public.

Le bastion Sainte-Marie
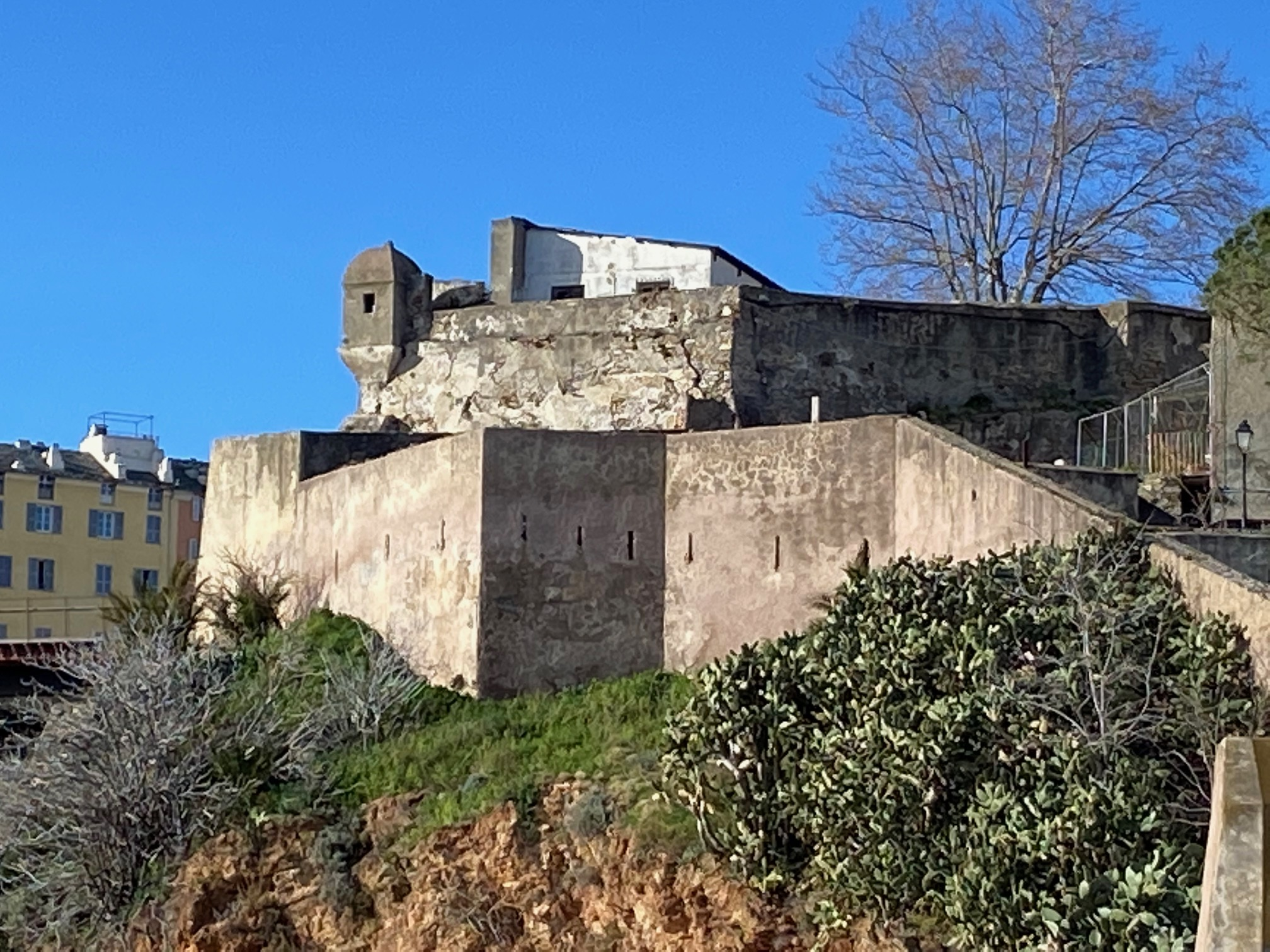
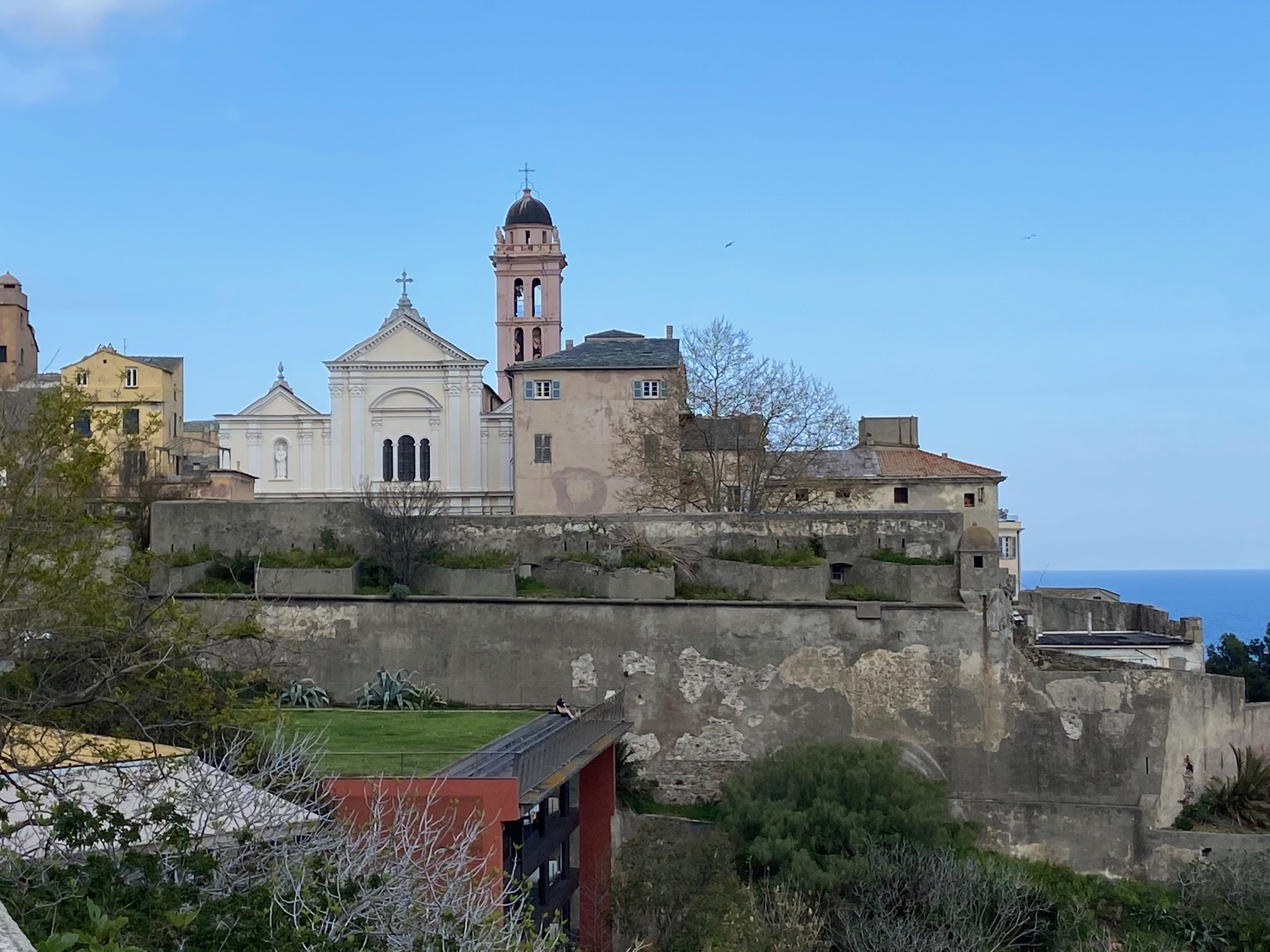
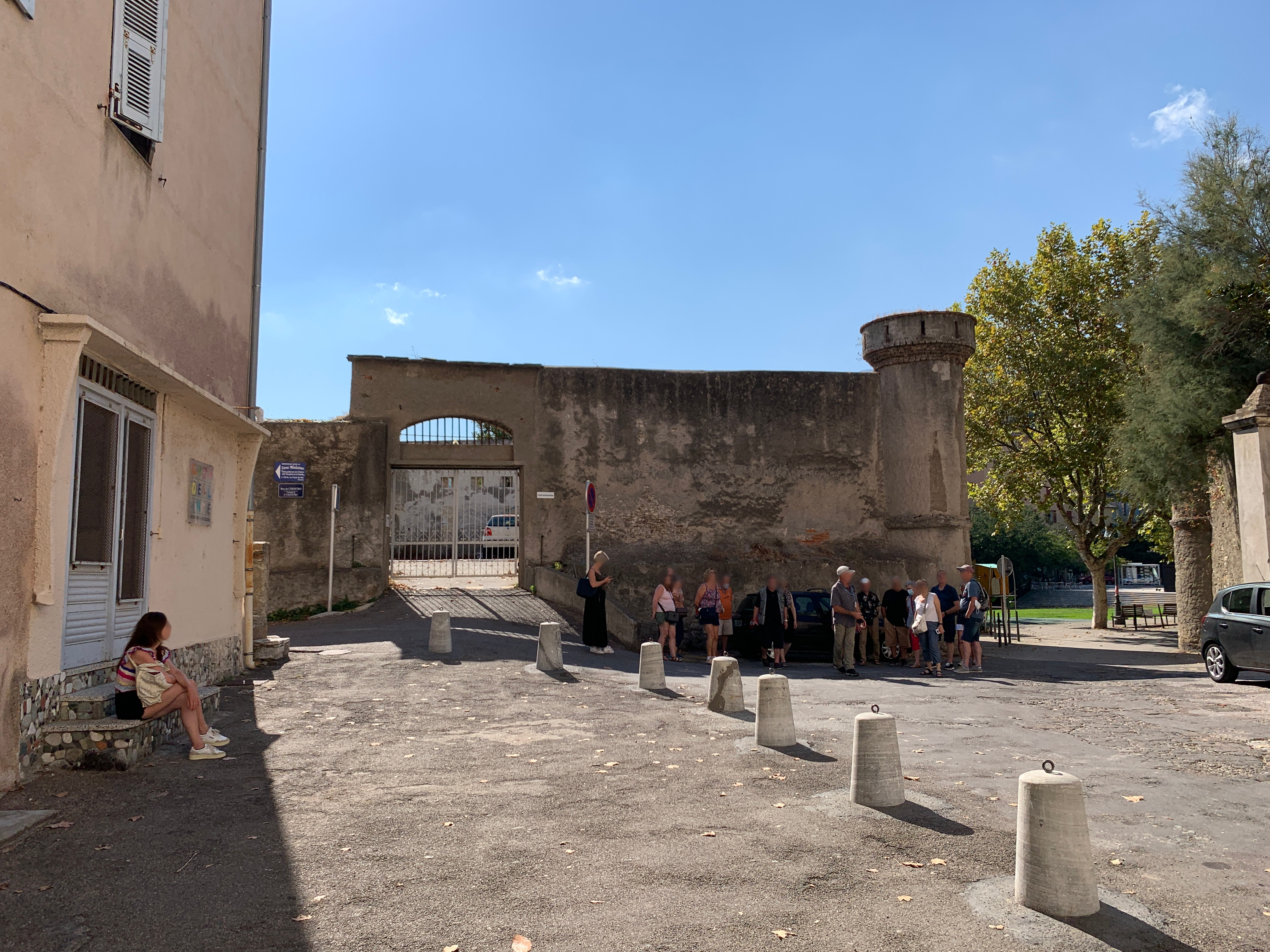

Le chemin de ronde est praticable vers le sud, sous le bastion Sainte-Marie en direction du bastion du Chjostru. Il longe les remparts où les meurtrières sont encore visibles.

La partie sud
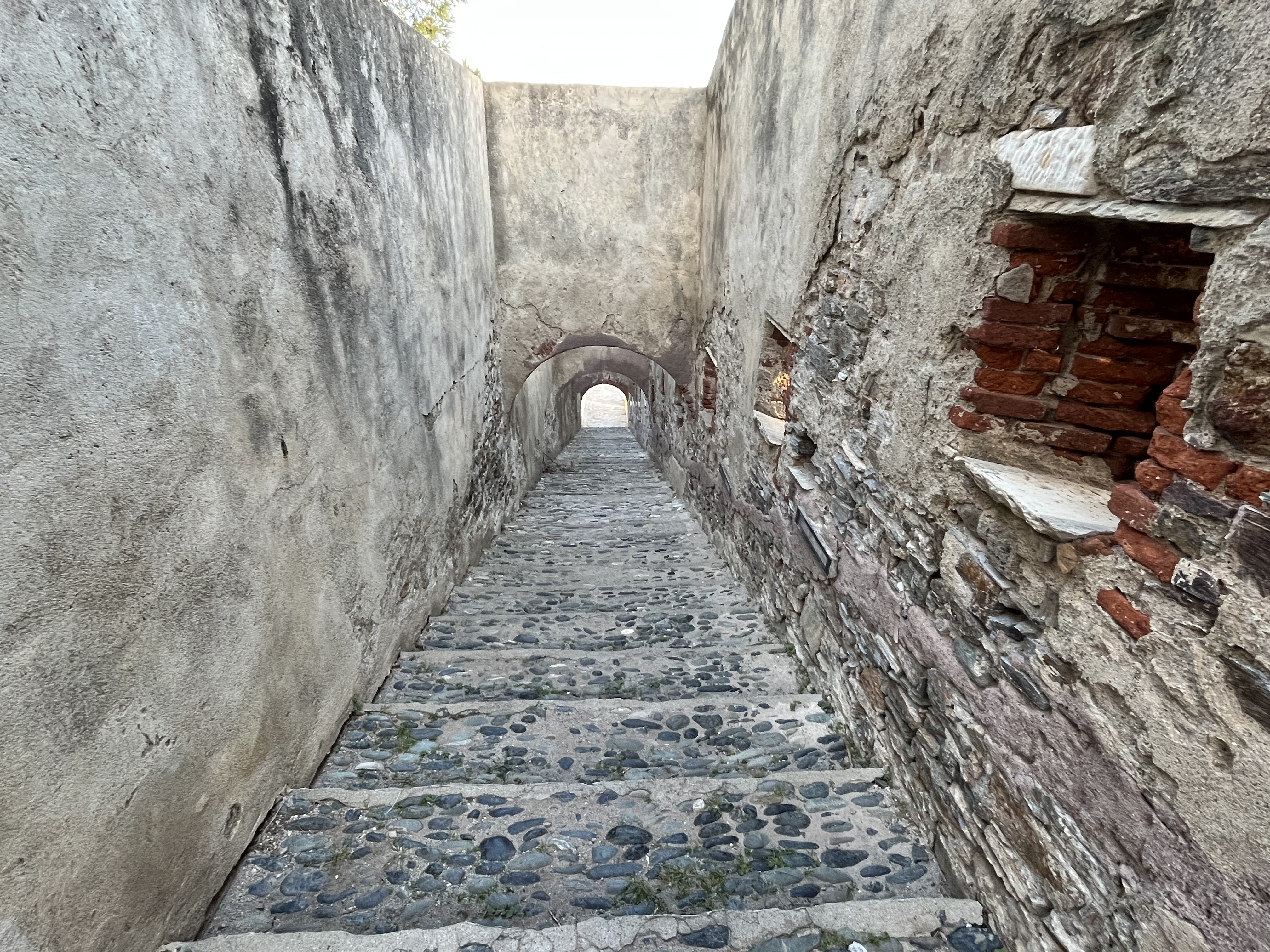
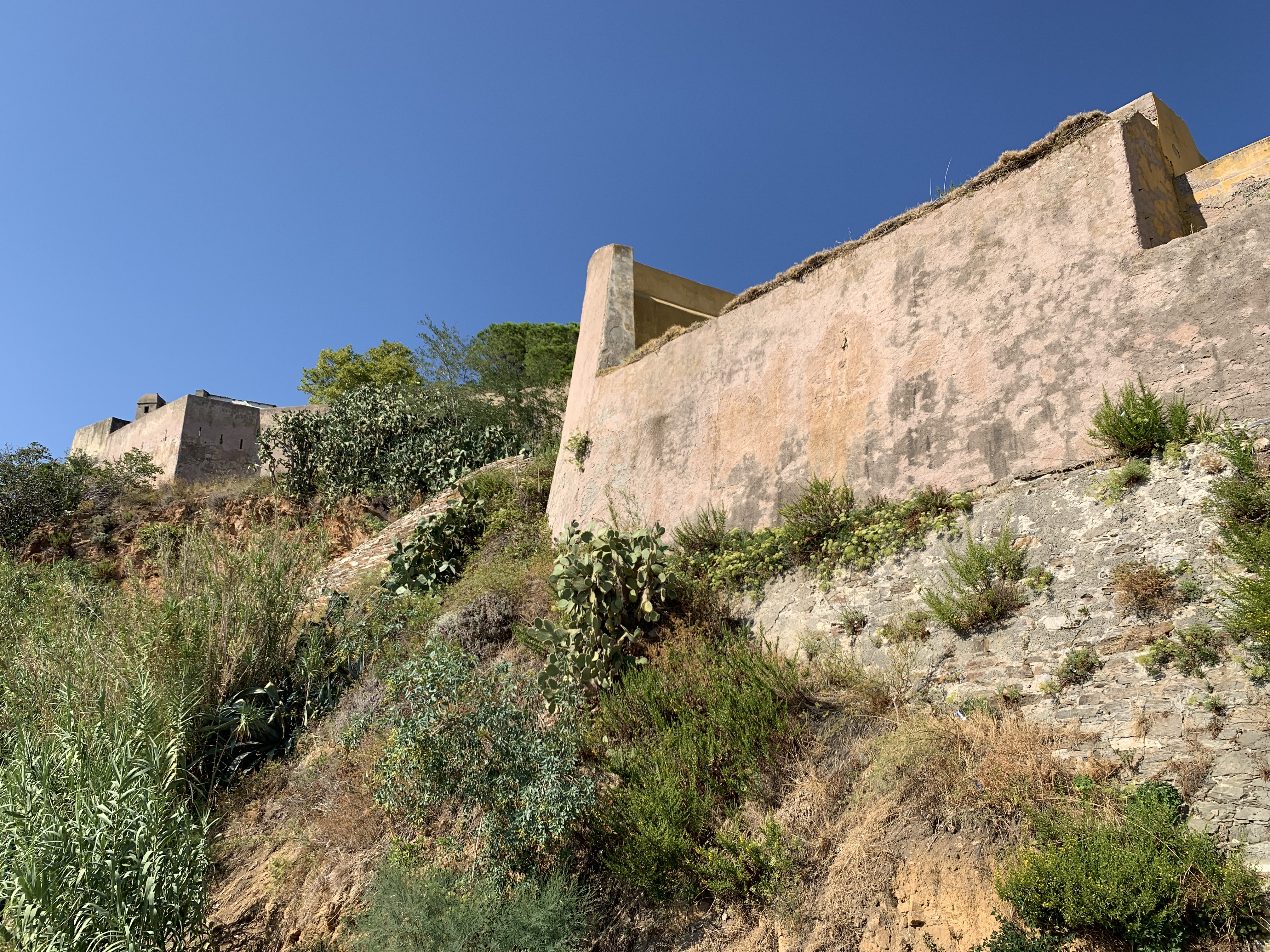

### Le bastion du Chjostru
Le bastion du Chjostru, où se trouve l'ancienne poudrière génoise, A Pulverera.

Le bastion du Chjostru
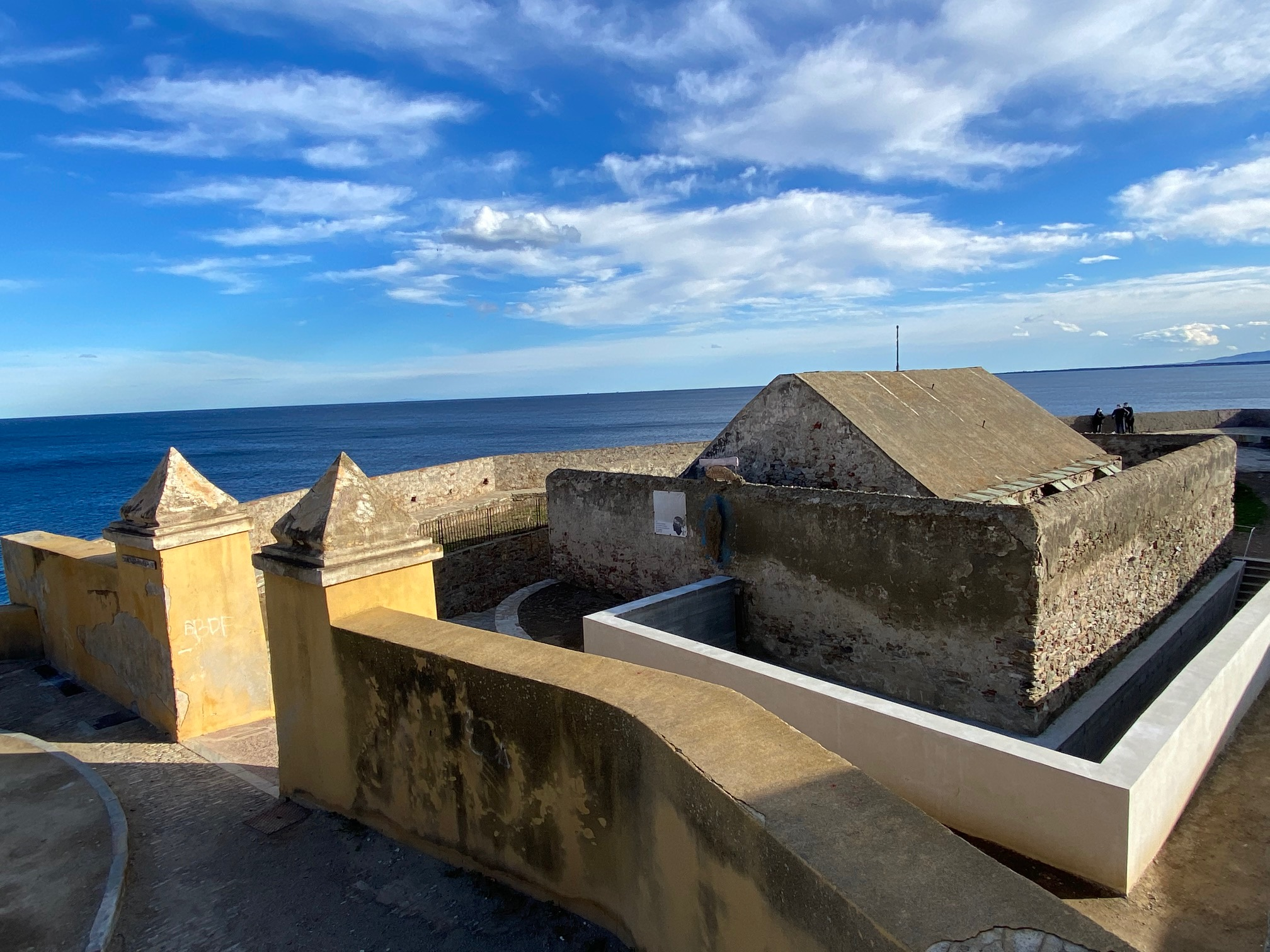
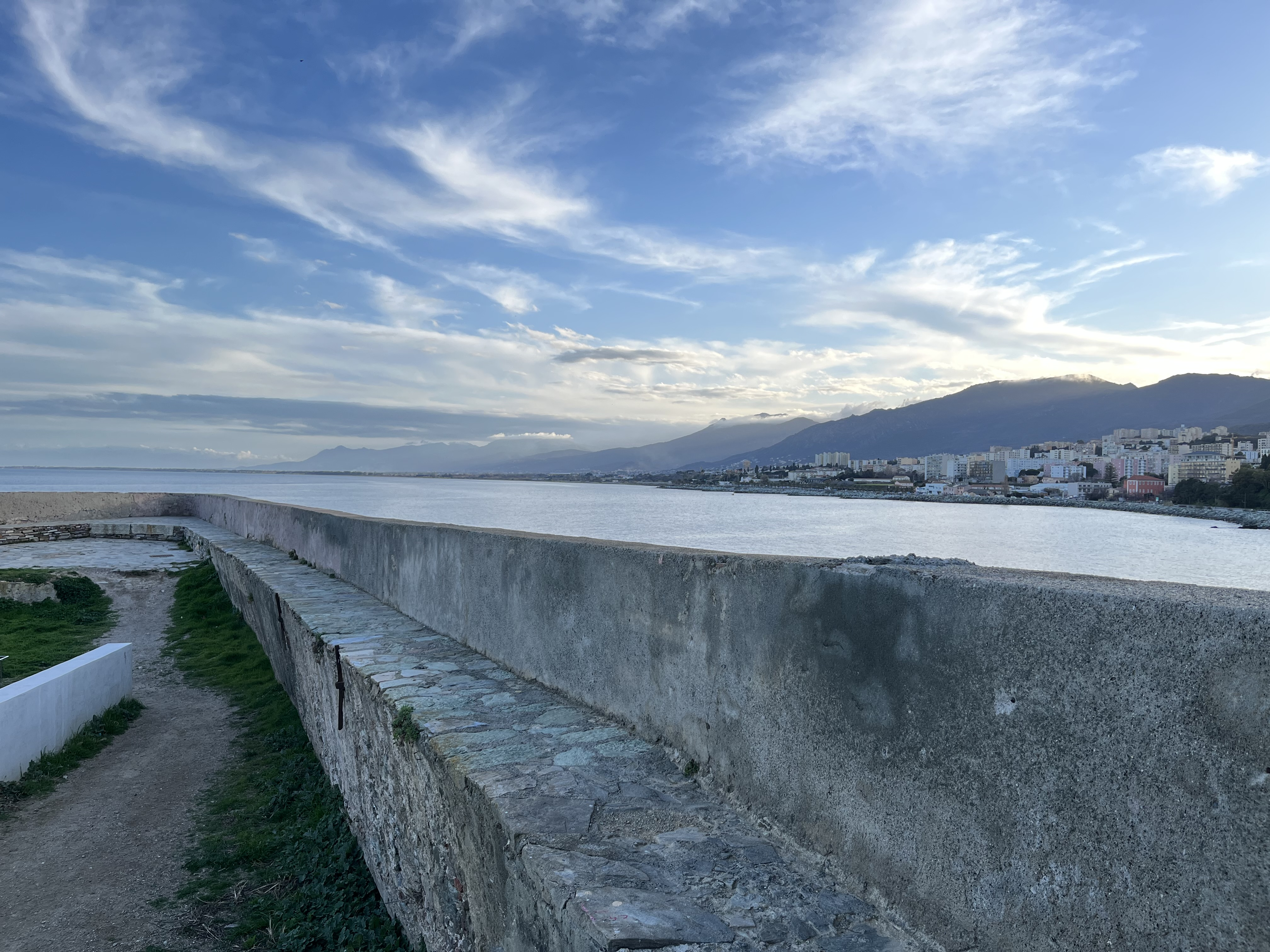
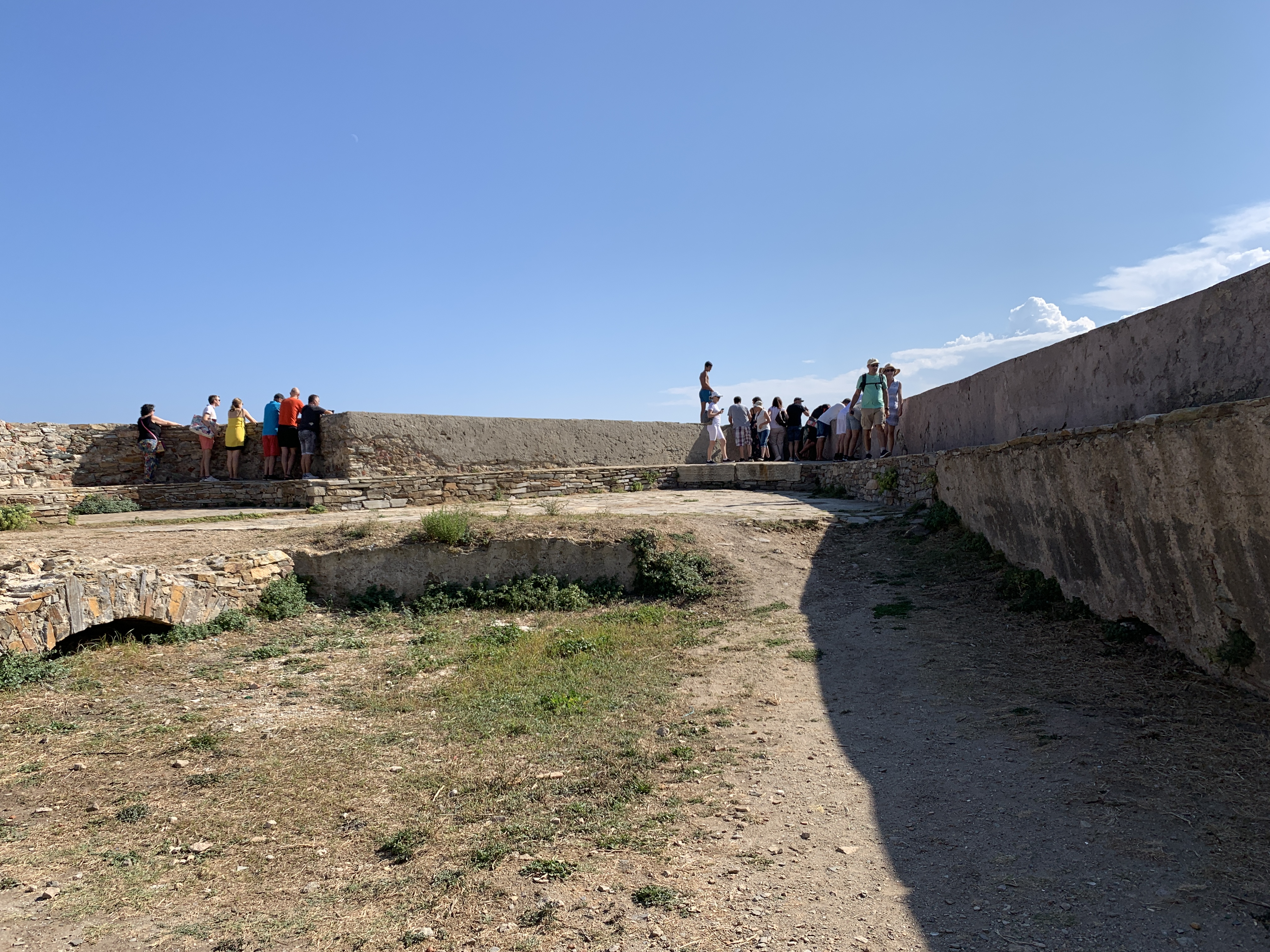
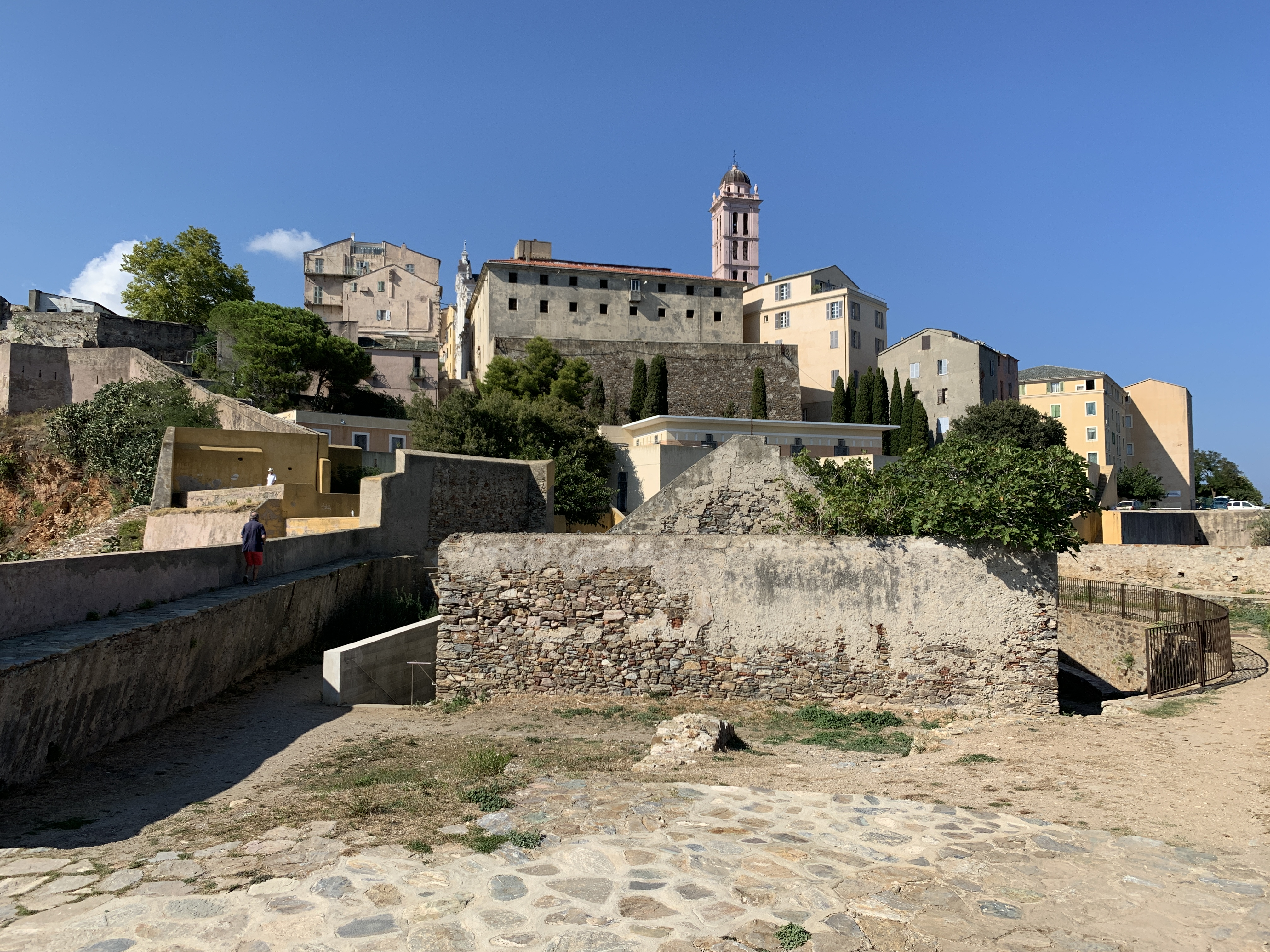

### Le long des remparts est
De la poudrière vers le nord, le chemin de ronde est praticable jusqu'à l'entrée du lycée maritime, qui l'a en partie privatisée lors de sa construction dans les années 1960.

Le long de la façade est
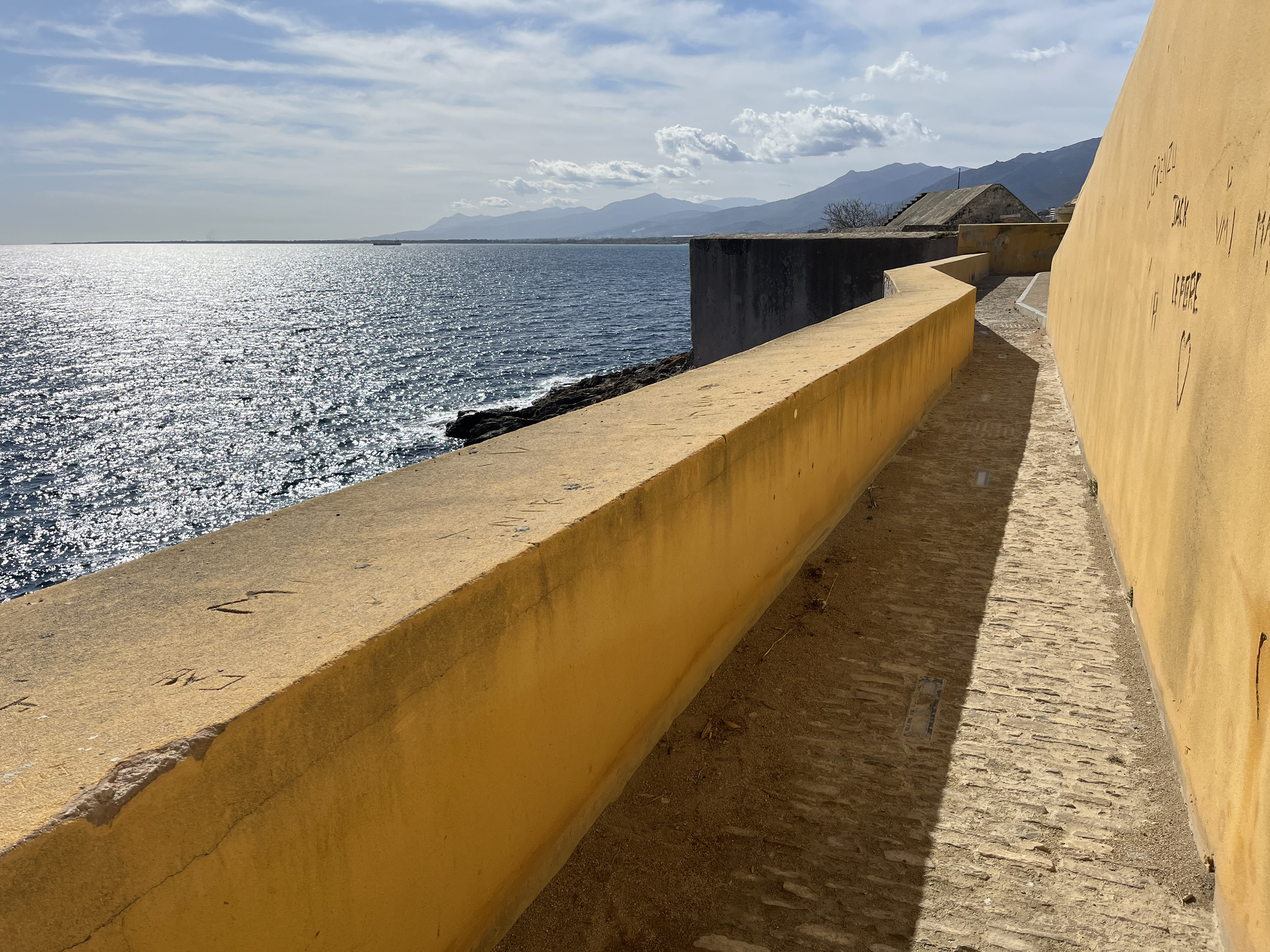
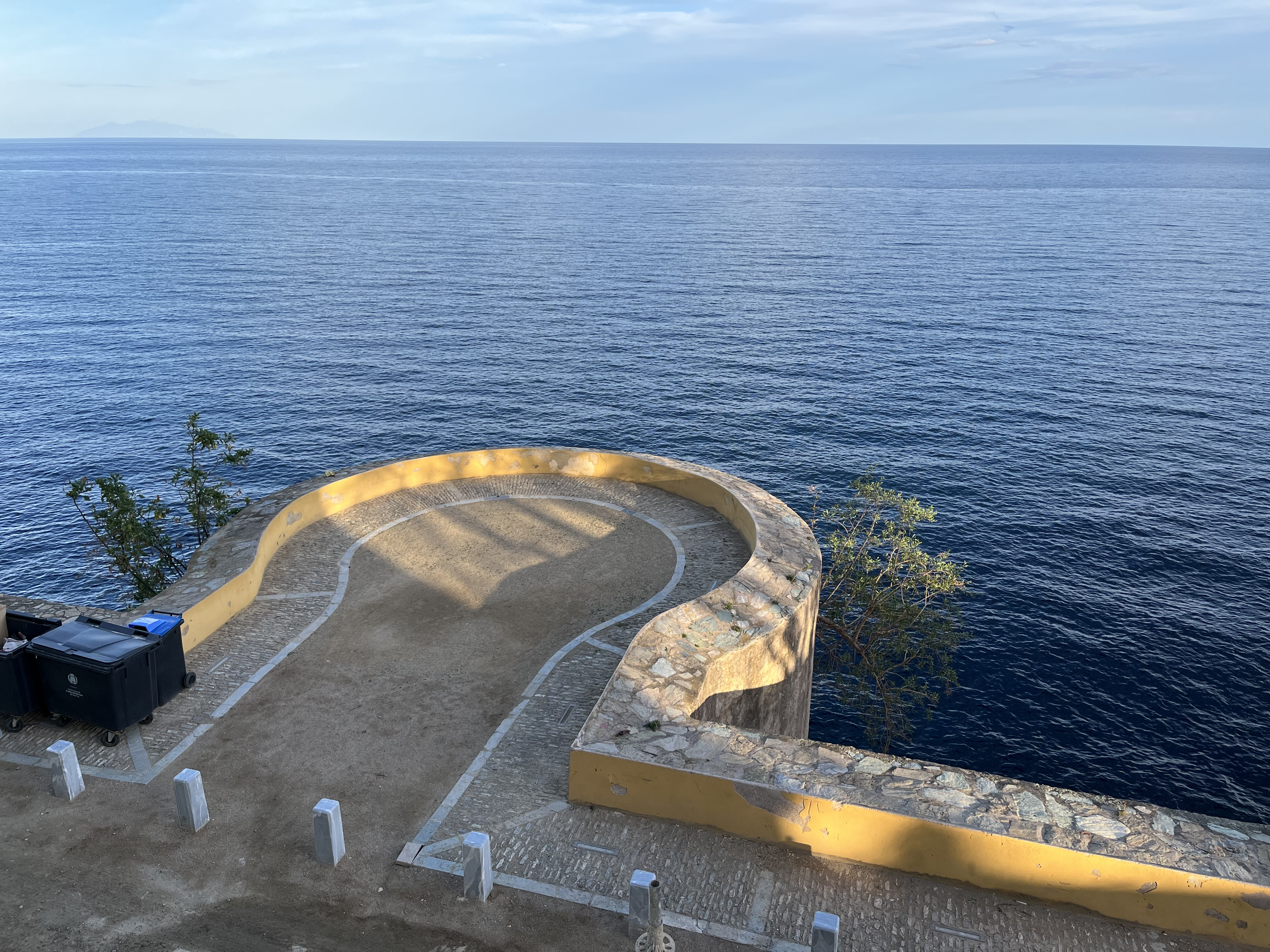
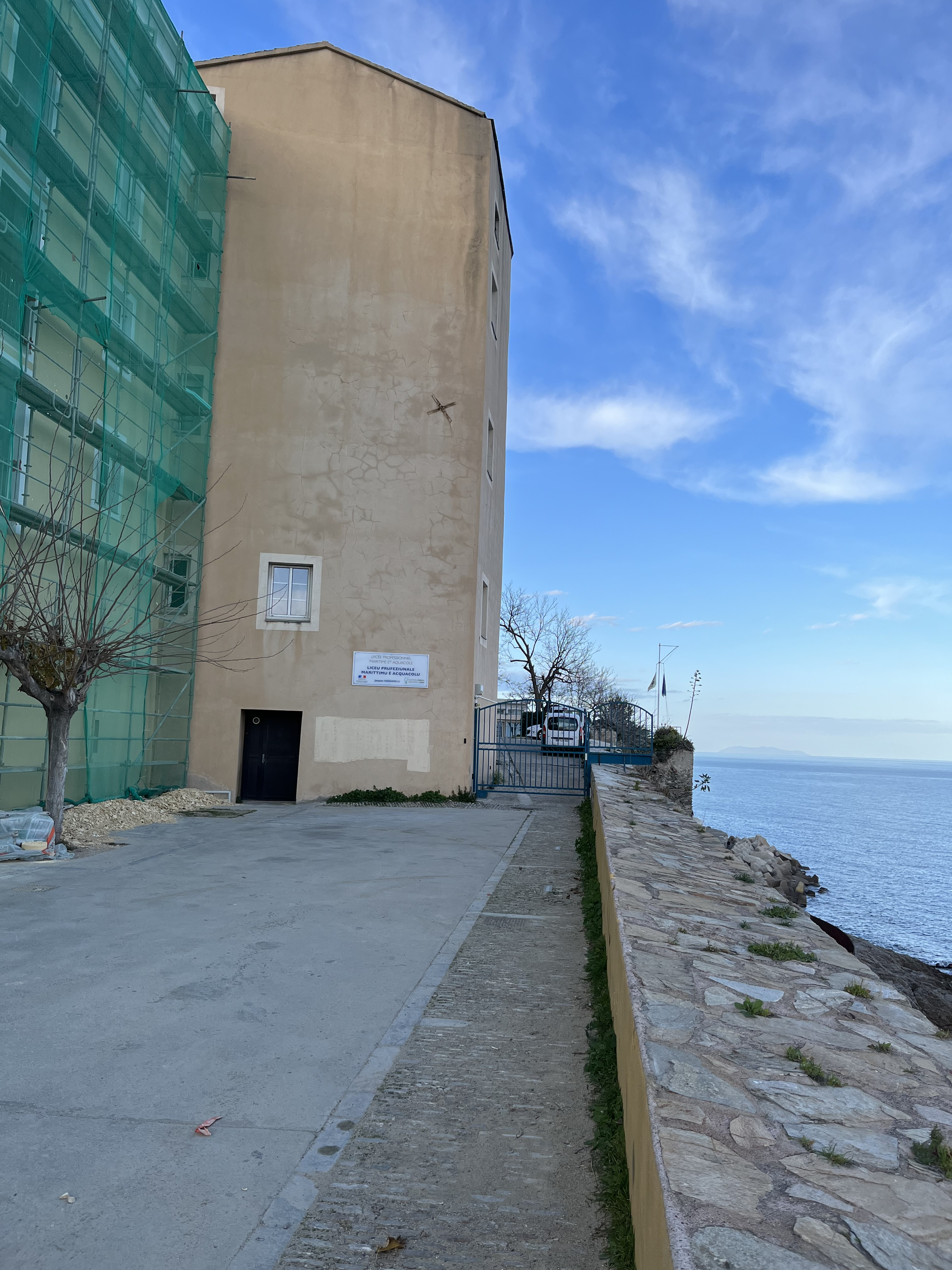

### Le long des remparts nord-est
Cette partie a été privatisée, elle est intégrée dans le lycée maritime.

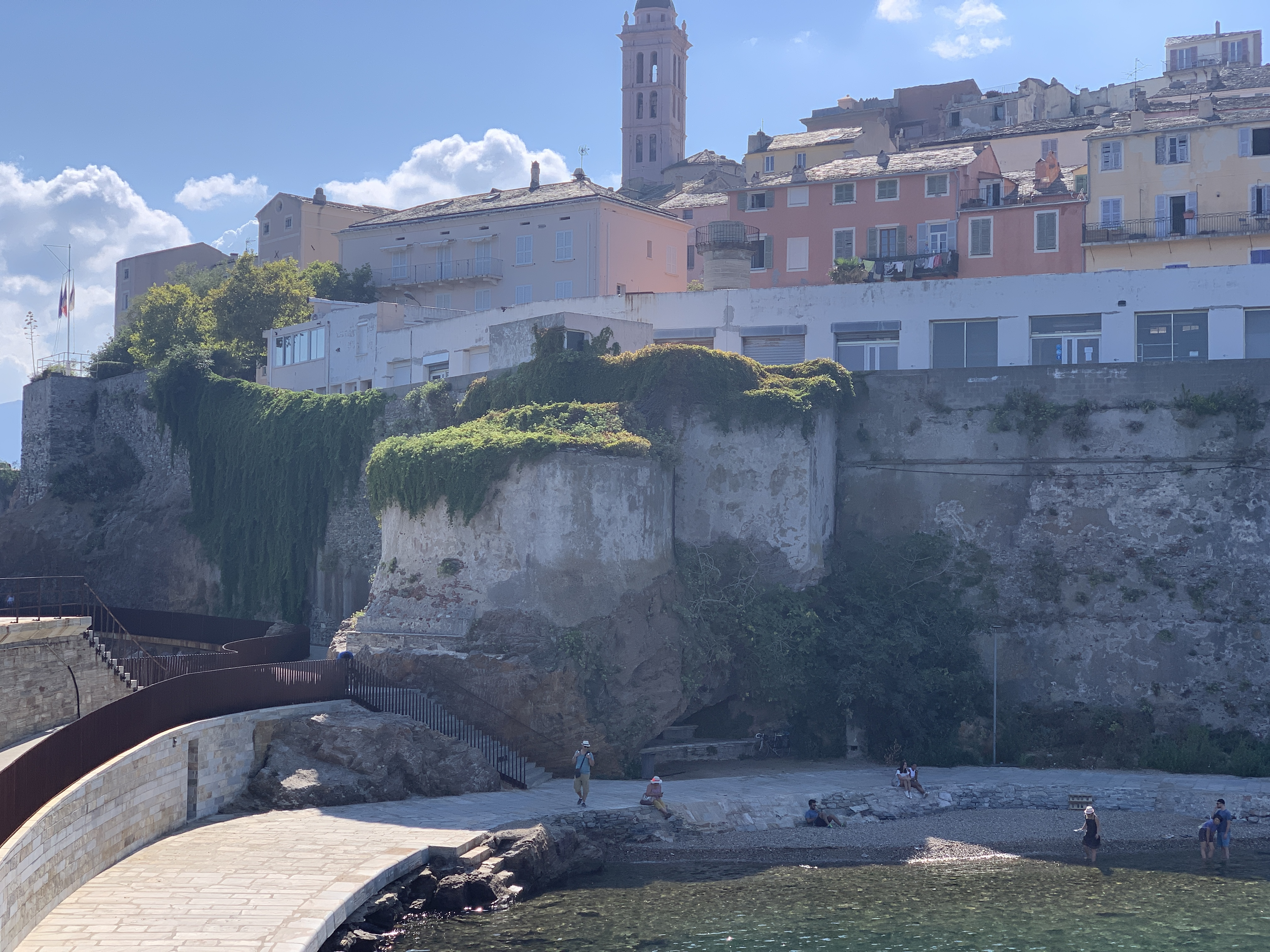

### Le long des remparts nord
Le chemin de ronde qui surplombe les remparts correspond à l'actuelle rue Saint-Michel, ou Carrughju di A Chjappa. Il débouche sur la Place du Donjon et le Palais des Gouverneurs.

Le long des remparts nord : A Chjappa
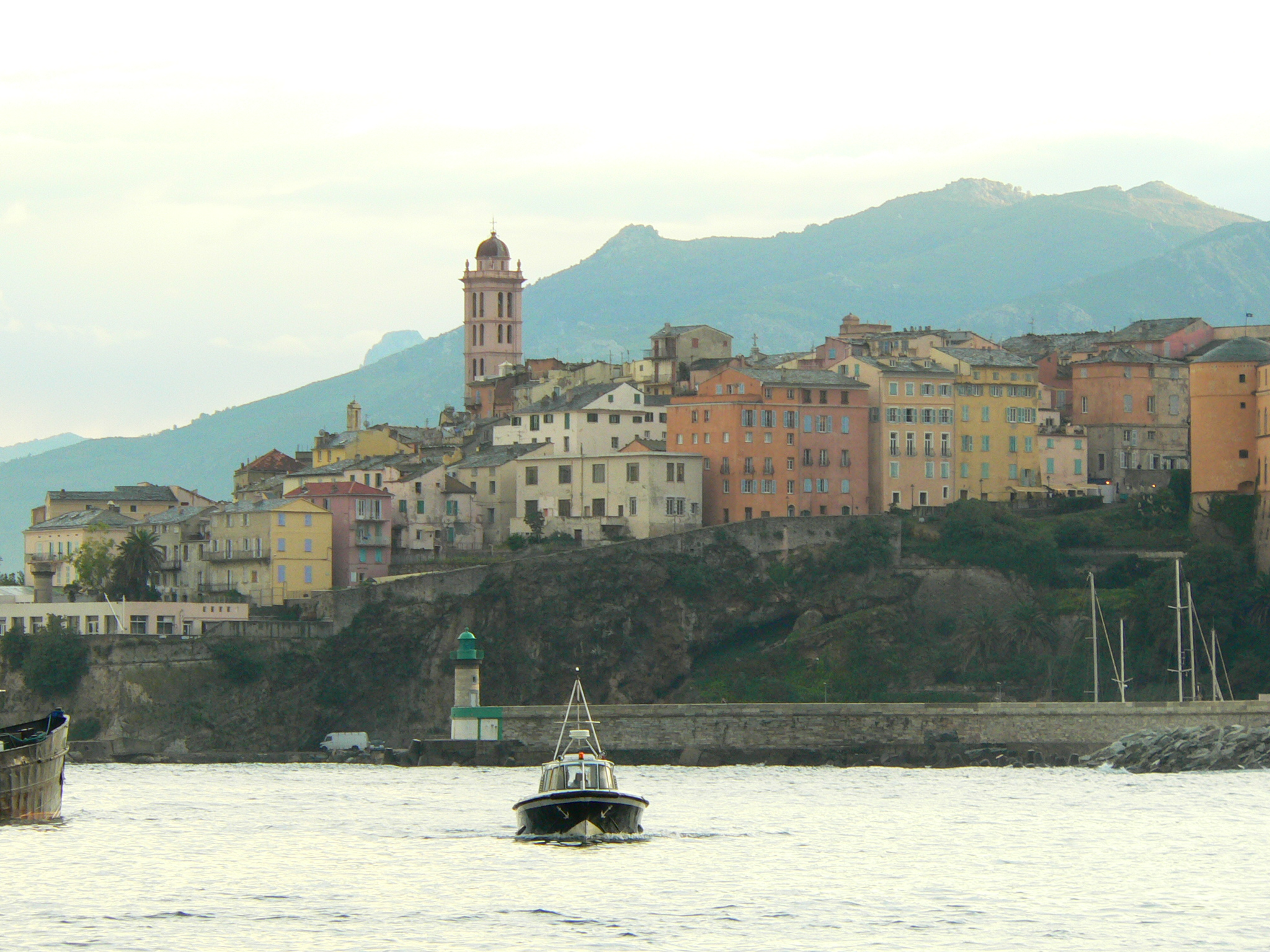
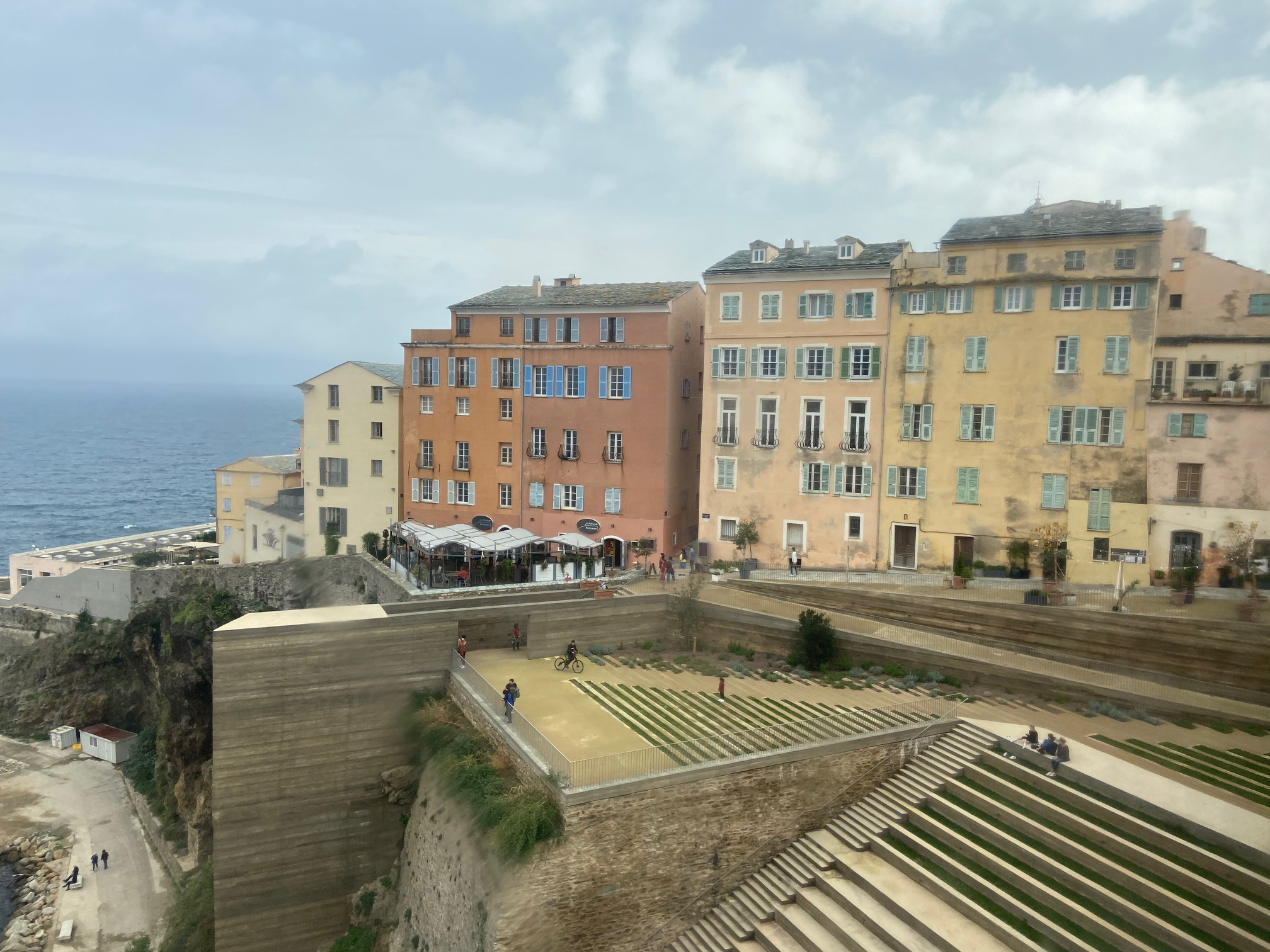
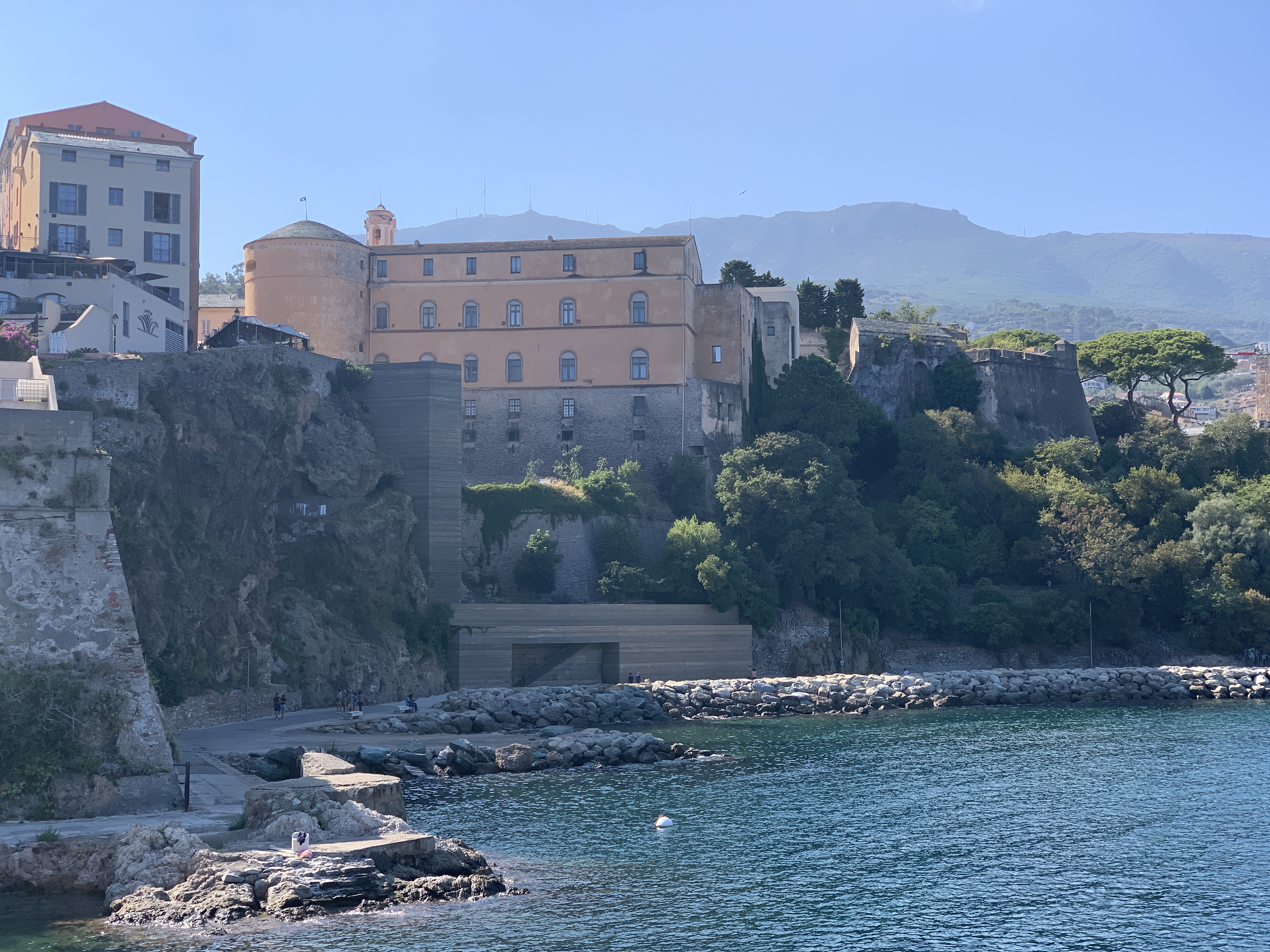

### La partie nord-est: le bastions San Gerolamo
Cette partie est intégrée dans le Palais des Gouverneurs, devenu aujourd'hui musée de Bastia. Le bastion San Gerolamo surplombe le jardin Romieu. Il abritait une poudrière.

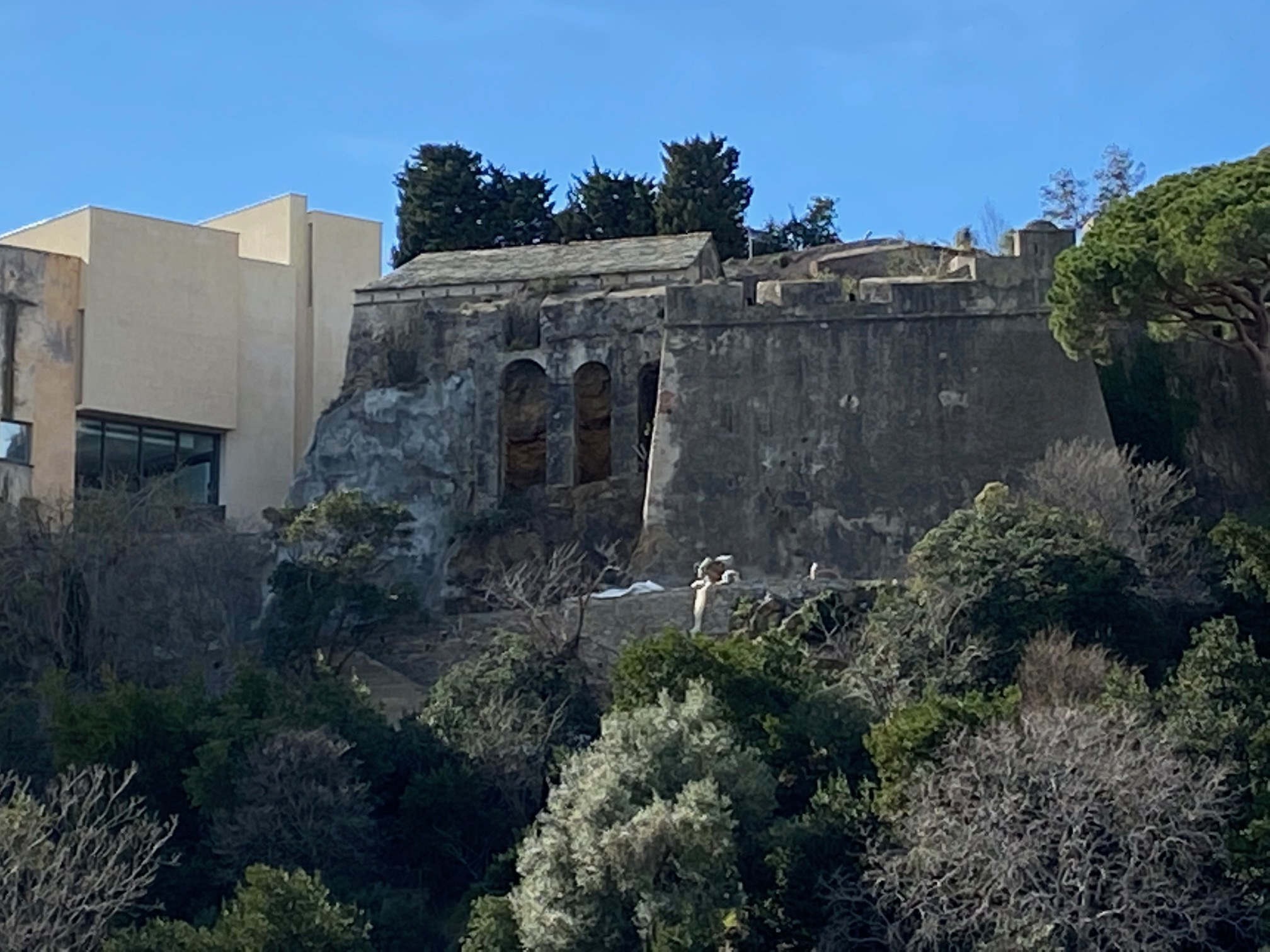
Le bastion San Gerolamo

### Le bastion San Carlu
Le bastion San Carlu prolonge le bastion San Gerolamo. On peut suivre le chemin de ronde en visitant les jardins suspendus du Palais des Gouverneurs. Le bastion longe le cours Favale dans sa partie nord-ouest. Une échauguette se trouve à l'angle nord.

Le bastion San Carlu
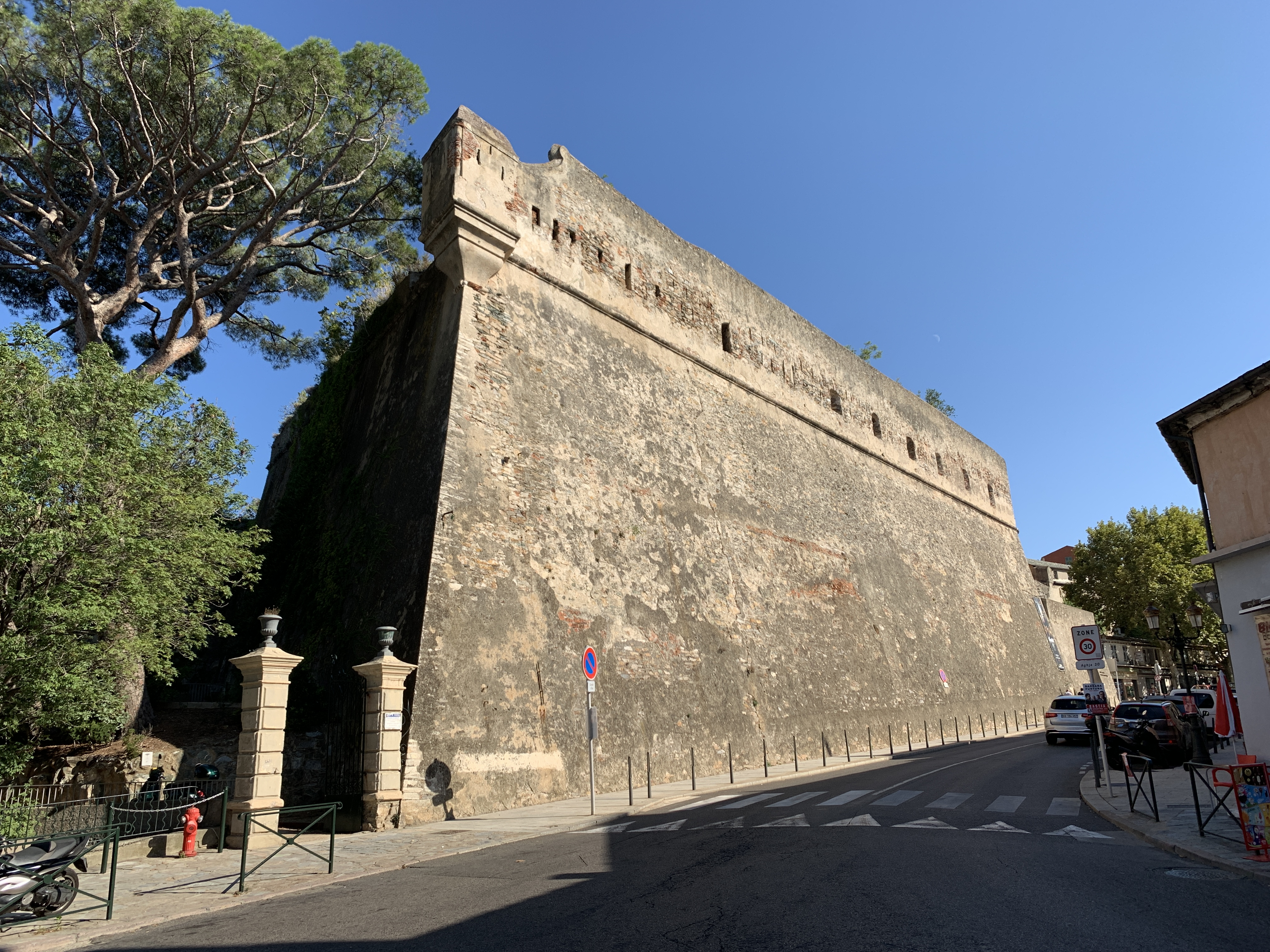
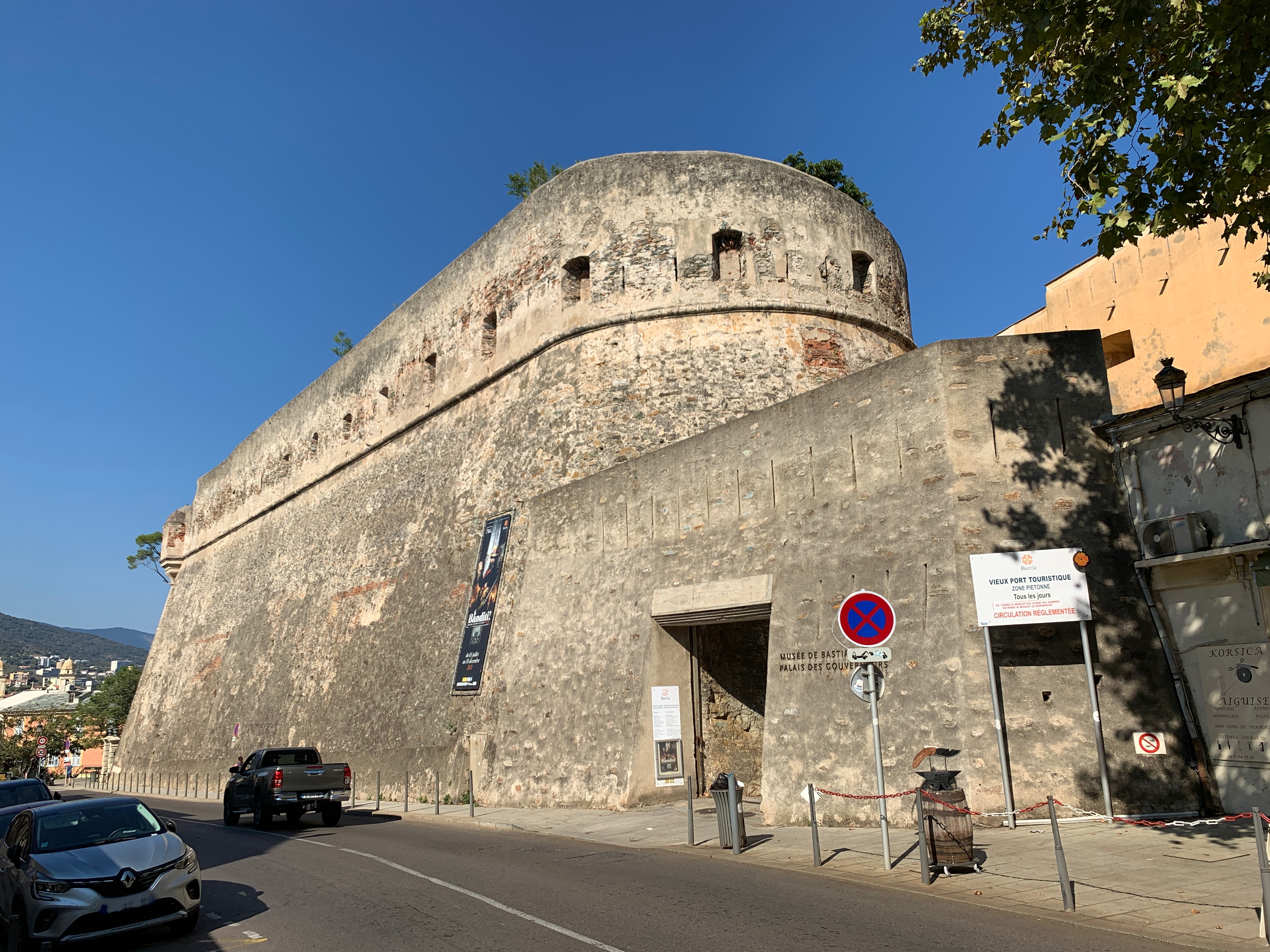
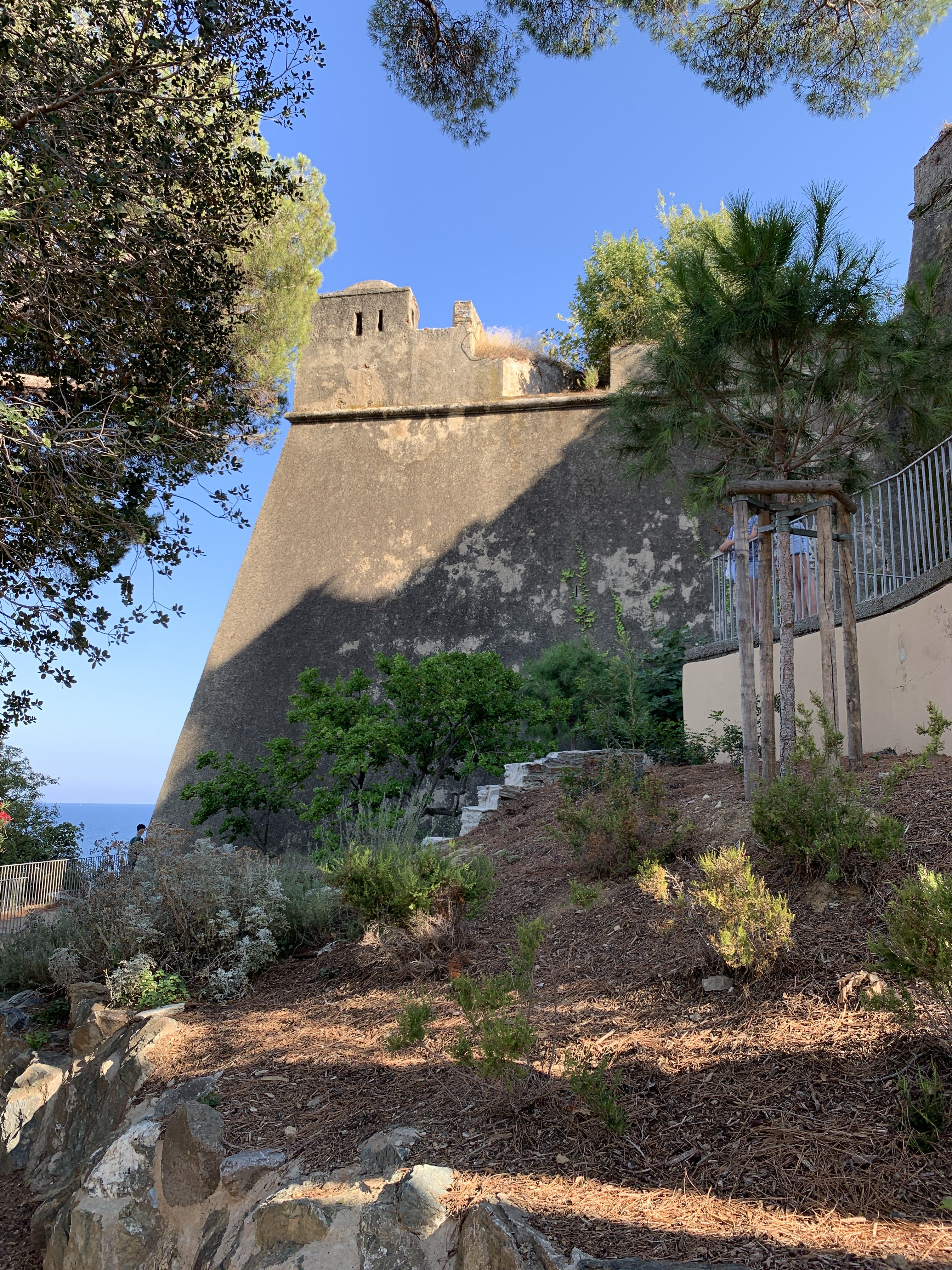
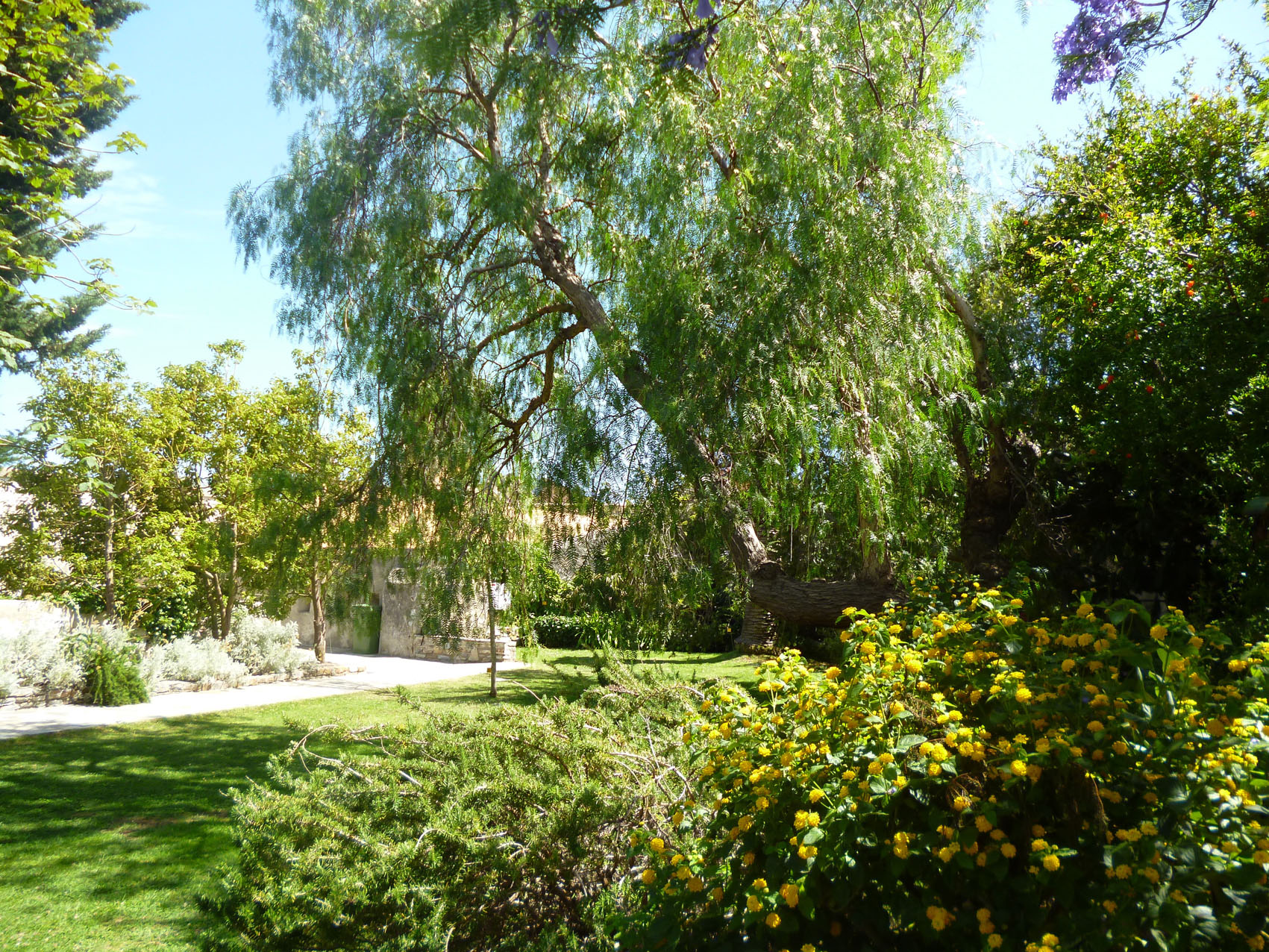

### Les remparts ouest: le bastion San Ghjuvanni
Cette partie est en partie praticable, le long du cours Favale. Une échauguette se trouve à l'angle ouest.

Le bastion San Ghjuvanni
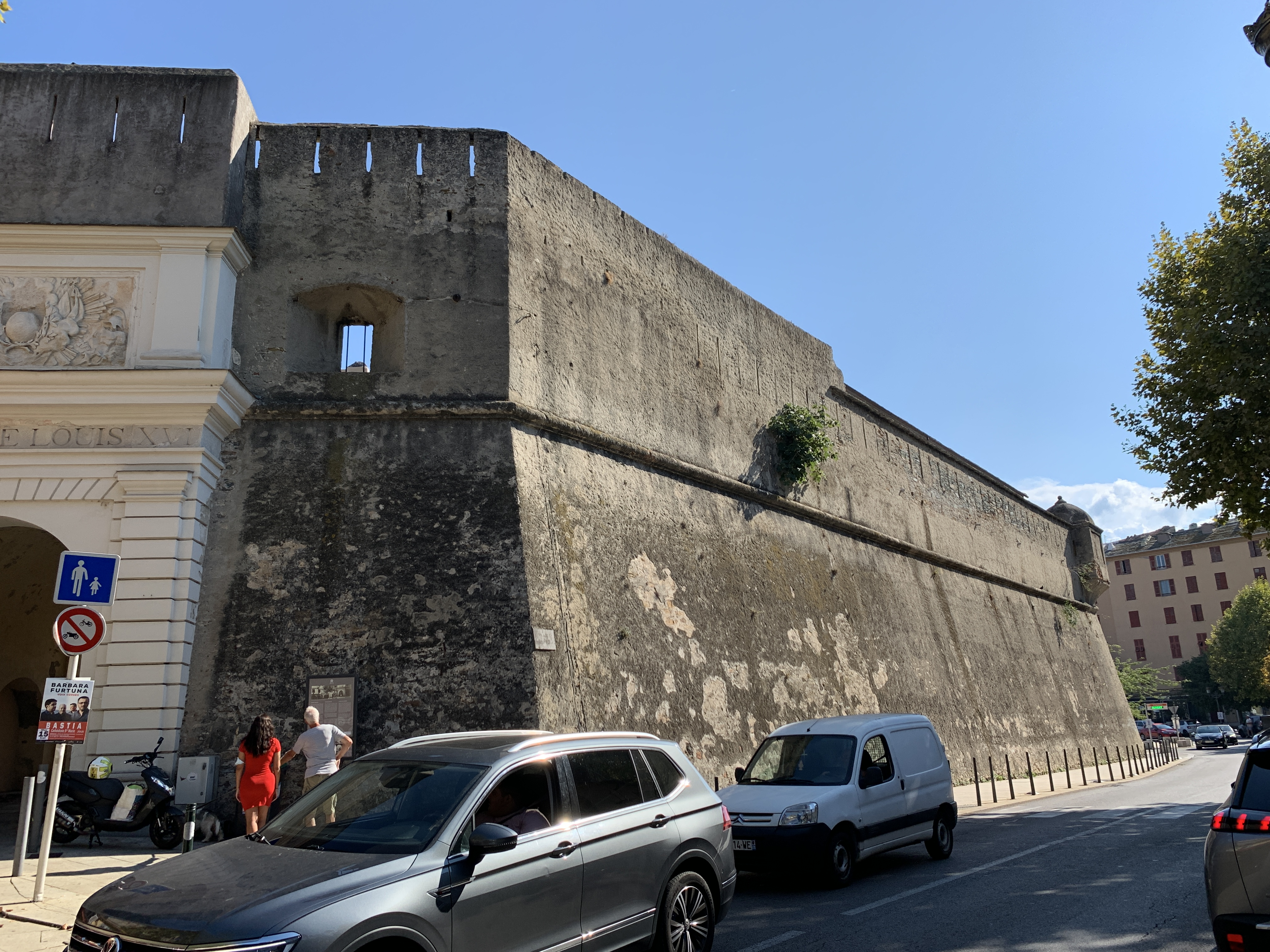
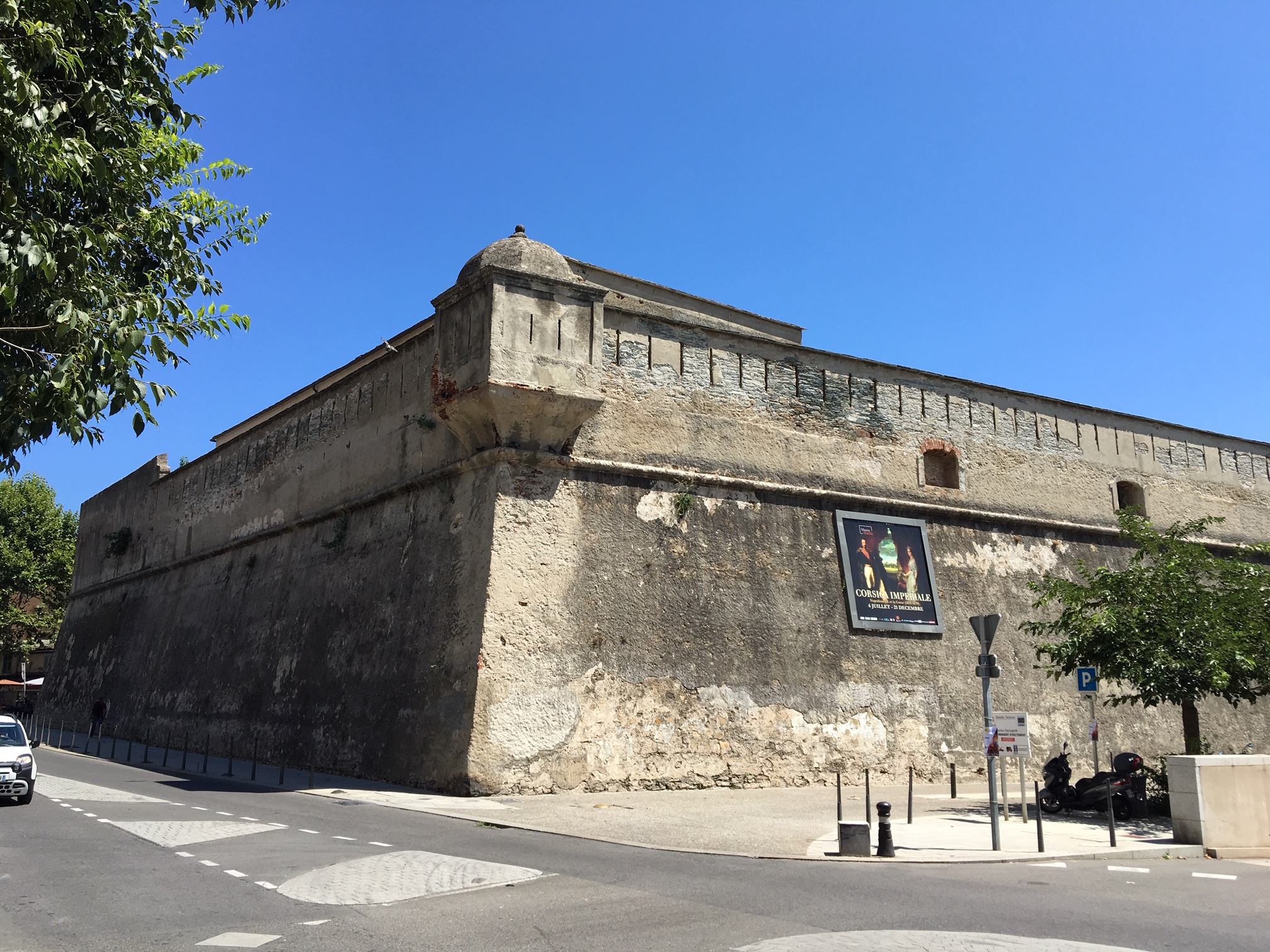
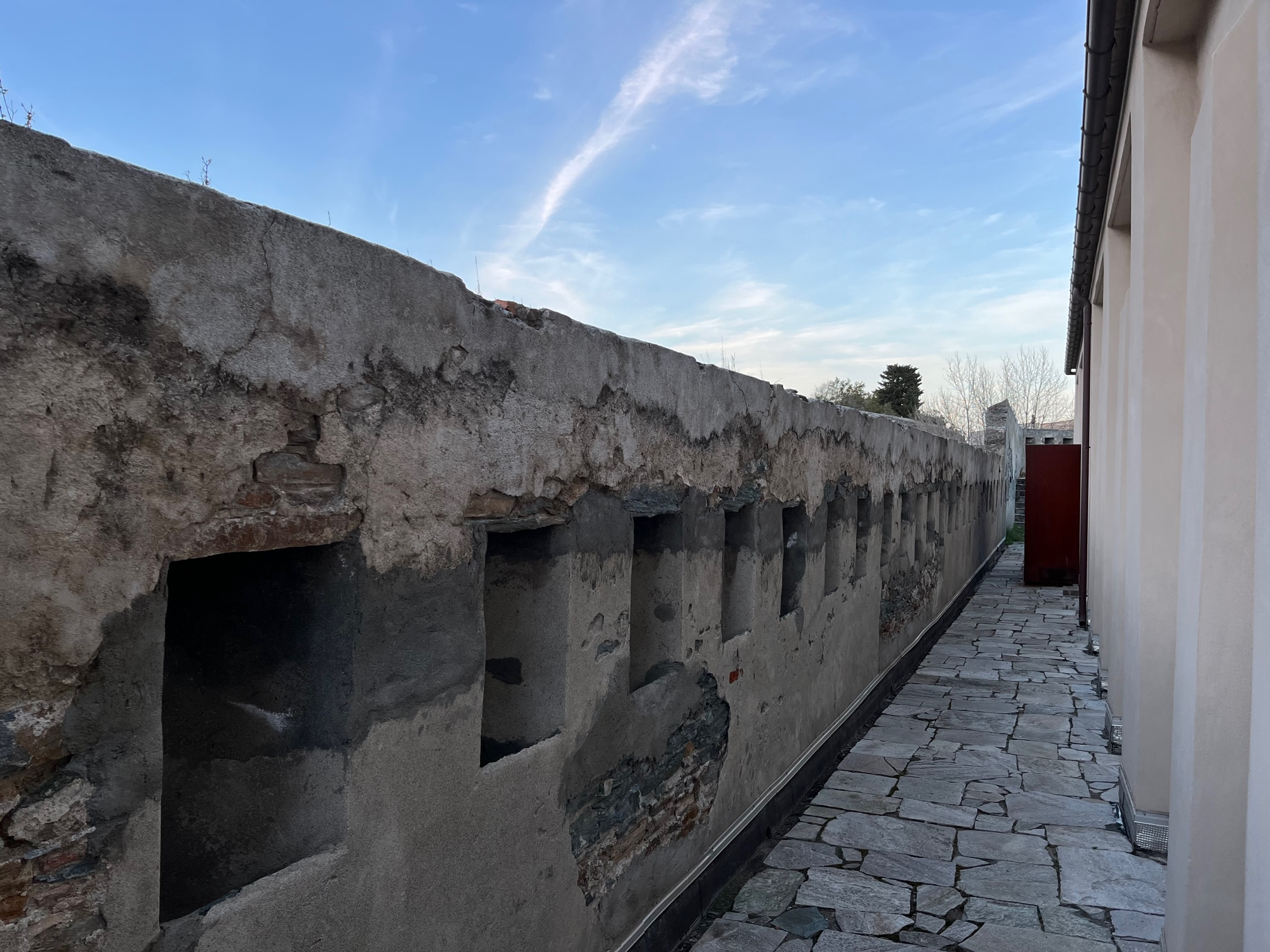
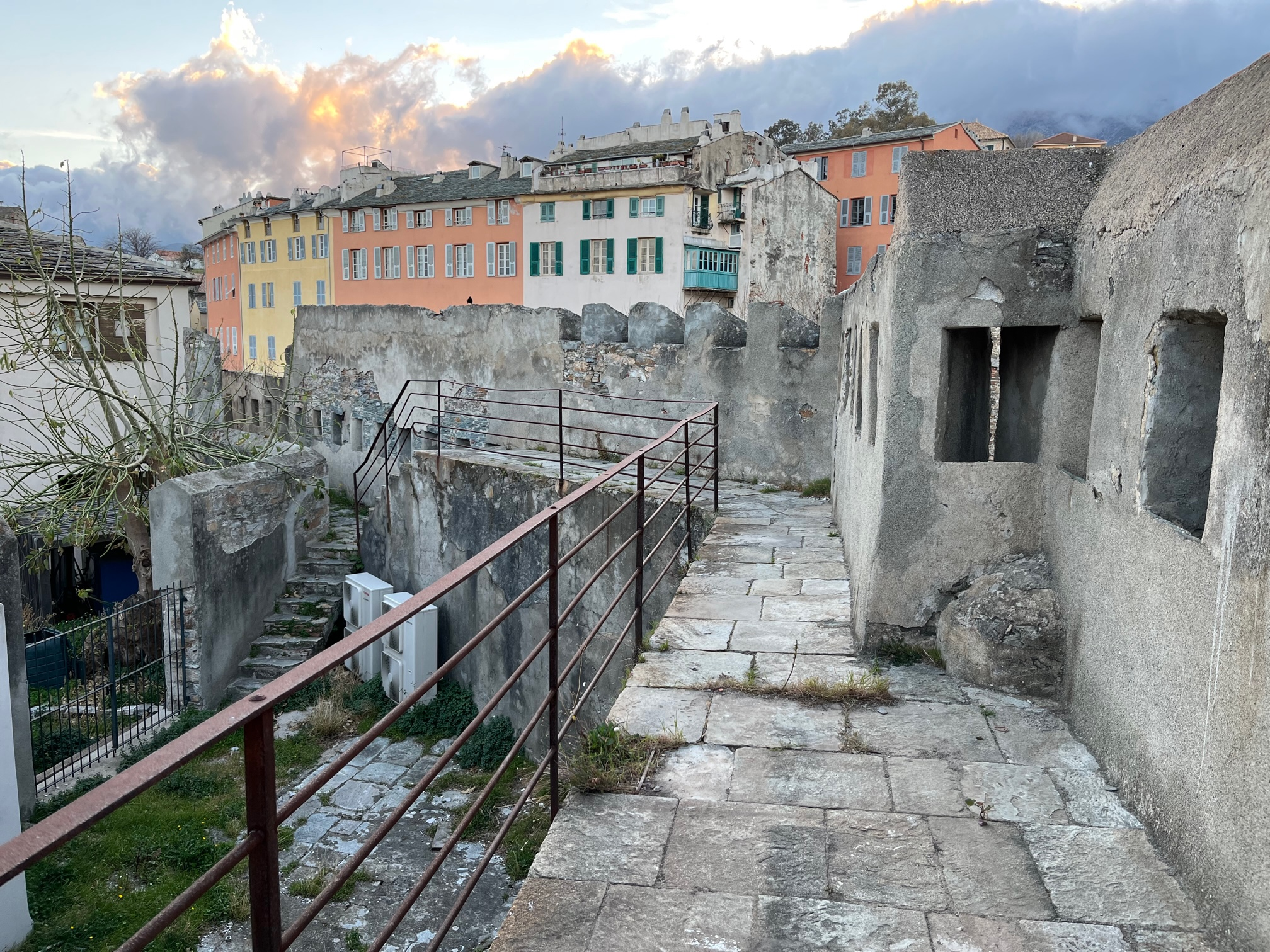
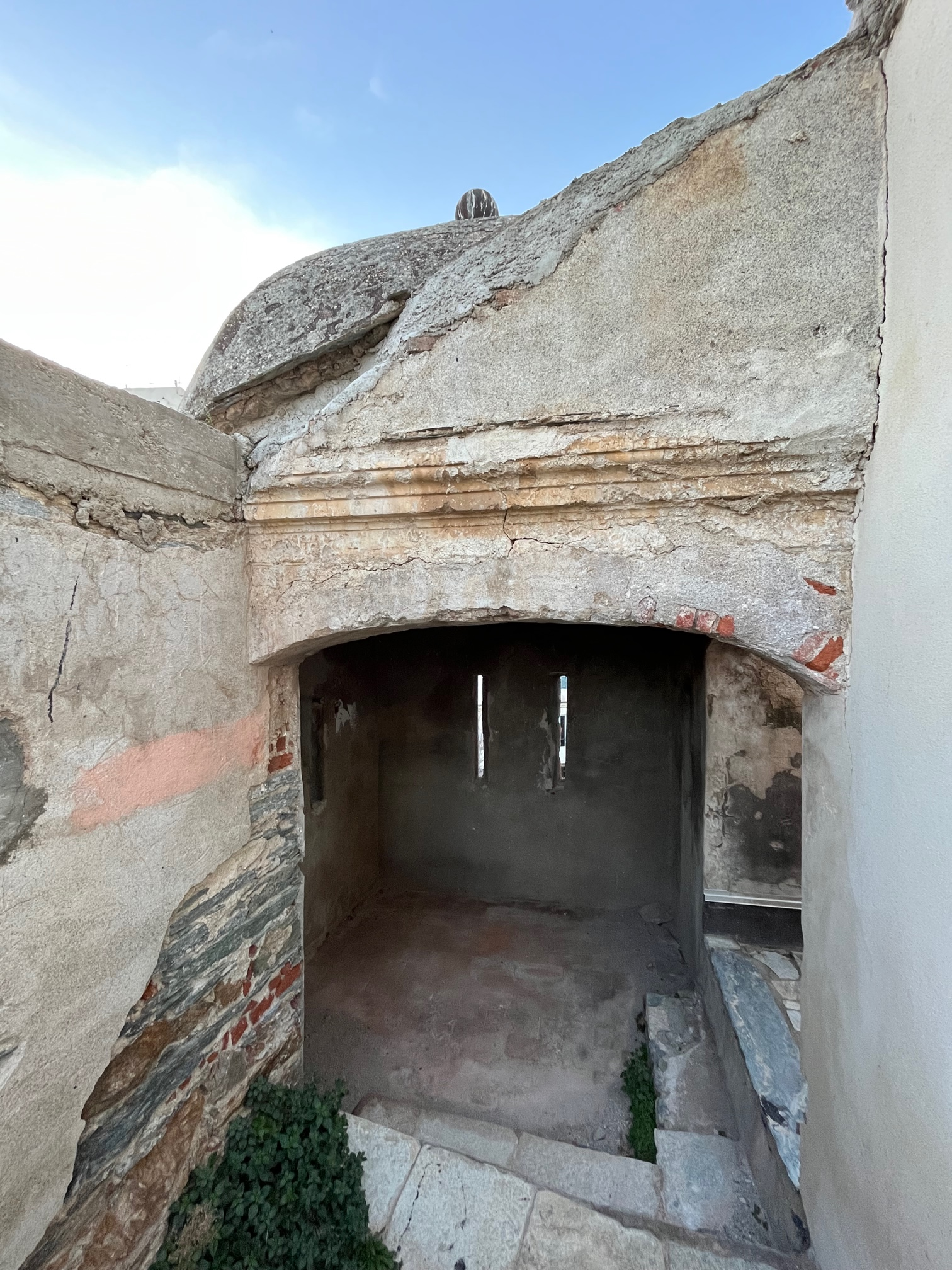